# Trädgårdsföreningen
O Trädgårdsföreningen - aproximadamente Parque Botânico de Gotemburgo - é um parque urbano e jardim botânico, em estilo inglês, no centro da cidade de Gotemburgo, na Suécia.

Está localizado junto à grande avenida Kungsportsavenyn, e limitado pelo canal Vallgraven e pela alameda Nya Allén.

O Trädgårdsföreningen tem várias estufas, zonas de passeio, espaços de brincadeira para crianças, um restaurante, um café e um palco de exibições.

No espólio do parque há a destacar a Casa das Palmeiras (Palmhuset) e o Roseiral (Rosariet).